# Пелевін Віктор Олегович
Ві́ктор Оле́гович Пеле́він (рос. Виктор Олегович Пелевин; нар. 22 листопада 1962, Москва) — російський прозаїк і перекладач. Автор збірки оповідань «Синій ліхтар» (мала Букерівська премія, 1993), повістей «Омон Ра», «Життя комах», «Жовта стріла». Перекладає твори Карлоса Кастанеди та Артура Макіна.

## Життєпис
Віктор Пелевін народився 22 листопада 1962 року в Москві. У 1985 році з відзнакою закінчив Московський енергетичний інститут за фахом електромеханік, у квітні того ж року був прийнятий на посаду інженера кафедри електричного транспорту, а через два роки склав іспити в аспірантуру. Але дисертацію так і не захистив, оскільки вирішив змінити професію.
У 1989 році вступив у Літературний інститут імені Горького, потім кілька років працював у журналі «Наука і релігія», де готував публікації по східному містицизму. У 1989 році вийшла перша публікація Пелевіна — казка «Чаклун Ігнат і люди», а в наступному номері була опублікована його стаття «Ворожіння на рунах».
Перші оповідання з'явилися також наприкінці 1980-х у збірниках фантастики та журналі «Химия и жизнь». Дебютний збірник «Синій ліхтар» спочатку не був помічений критикою. Через рік після фурору, викликаного появою в журналі «Знамя» повісті «Омон Ра» (1992), «Синій ліхтар» отримав Малу Букерівську премію як найкраща збірка оповідань 1992 року, а ще через рік — премії «Интерпресскон» і «Золотая улитка».
Творчість Пелевіна не піддається точній класифікації, як вважають критики, вона розташована на стику постмодерністської прози, езотеричної традиції, абсурдистської і сатиричної наукової фантастики та інших різновидів літератури і лише умовно може бути віднесена до наукової фантастики і фентезі, хоча автор часто використовує прийоми і сюжети цих жанрів. Починаючи з перших опублікованих творів, Пелевін привернув увагу своєрідною «популяризацією» західноєвропейської трансцендентної філософії, буддизму і навчань сучасних містиків (зокрема, Карлоса Кастанеди), аналізом станів свідомості і дослідами створення нової міфології на базі сатирично розглянутої радянської і «пострадянської» дійсності. Останнє особливо яскраво проявилося в есе «Зомбіфікація» (1994, премія «Странник»-95) і романах — «Омон Ра», «Життя комах» (1993), «Чапаєв і порожнеча» (1996). За роман «Чапаєв і порожнеча» Пелевін був удостоєний премії «Странник-97», а в 1997 році твір увійшов до шістки претендентів на номінування на Малу Букерівську премію.
Інший роман Пелевіна — «Generation „П“» (1999) став одним з найзнаковіших романів про 1990-х роки Росії. Книга продана в усьому світі загальним накладом 3,5 млн примірників, отримала кілька літературних премій (у тому числі Німецьку літературну премію імені Ріхарда Шенфельда, 2000), а також була відзначена рецензіями у виданнях New York Times і Guardian.
Серед інших творів Пелевіна: «Реконструктор» (1990, премія «Велике Кільце»-90), «Затворник і Шестипалий» (1990, премія «Золота куля»-90), «Вісті з Непалу» (1991), «Принц Держплану» (1991, премія «Велике Кільце» −91, премія «Интерпресскон»-93), «Жовта стріла» (1993), «Бубон верхнього світу» (1993, премія «Велике Кільце» −93), «Іван Кублаханов» (1994), «Діалектика перехідного періоду. З нізвідки нікуди» (2003), «Священна книга перевертня» (2004), «Шолом жаху» (2005), «Empire „V“» (2006).
У 2007 році роман «Empire „V“» увійшов до шорт-лист літературної премії Росії «Велика книга».
За роман «Діалектика перехідного періоду. З нізвідки нікуди» («ДПП (NN)») Віктор Пєлєвін був удостоєний премії імені Аполлона Григор'єва (2003), а також літературної премії «Національний бестселер» (2003).
У 2008 році вийшла збірка «П5: учебное пособие», що складається з п'яти сюжетно не пов'язаних один з одним новел.
В жовтні 2009 в продаж надійшла нова книга Віктора Пелевіна «t».
Книги Пелевіна перекладені багатьма світовими мовами, зокрема японською та китайською. Вистави за його творами із успіхом йдуть у театрах Москви, Лондона і Парижа. На сьогоднішній день Віктор Пелевін — один з найпопулярніших сучасних російських прозаїків не тільки в Росії, але і за кордоном, де перекладені всі його книги. French Magazine включив Віктора Пєлєвіна до списку 1000 значних сучасних діячів світової культури (Росія в цьому списку, крім Пелевіна, представлена також кінорежисером Сокуровим).

### Екранізації творів Пелевіна
У 1999 році вийшла перша екранізація твору Віктора Пєлєвіна у вигляді короткометражного фільму під назвою «Нічого страшного». Фільм був знятий за оповіданням Віктора Пєлєвіна зі збірки «Синій ліхтар» як дипломна робота випускниці режисерського факультету ВДІКу (майстерня Володимира Хотиненко) Уляни Шилкиної.
У лютому 2009 року почалися зйомки фільму «Мізинець Будди» (англ. Buddha's Little Finger) спільного виробництва Росії і Німеччини за культовим романом Віктора Пелевіна «Чапаєв і порожнеча». Екранізацію роману продюсери планували ще з 2007 року. Режисер фільму — Тоні Пембертон.
На 2009 рік кінокомпанія «Гарпастум» запланувала зйомки фільму «А хули» — екранізації роману Віктора Пєлєвіна «Священна книга перевертня». За жанром «А хули» — гостросюжетний фентезі з елементами чорної комедії. Заявлений бюджет стрічки — 25-40 млн доларів.
14 квітня 2011 вийшов на екрани довгоочікуваний фільм «Generation П» за однойменним романом Віктора Пелевіна. Режисер картини — Віктор Гінзбург.
У 2014-му одеський режисер та продюсер Максим Фірсенко відзняв короткометражку на перше оповідання автора «Чаклун Гнат та люди», яка була завершена лише у 2017 році.

### Театральні постановки на основі творів Пелевіна
У листопаді 2000 року в будівлі театру клоунади Терези Дурової відбулася прем'єра вистави за романом Віктора Пєлєвіна «Чапаєв і порожнеча» в постановці Павла Урсула. Ідея створити виставу за твором Віктора Пелевіна прийшла одночасно Павлу Урсулу, акторові Євгену Сидіхіну і продюсеру Олександру Наумову.
У листопаді 2005 року в рамках фестивалю NET на сцені Театрального центру «На Страсному» відбулася прем'єра вистави Живиле Монтвилайте Shlem.com за романом Віктора Пелевіна «Шолом жаху». Роман Пелевіна «Шолом жаху» — інтерпретація міфу про Тесея і Мінотавра — написаний у формі інтернет-чату.
Роман Віктора Пелевіна «Шолом жаху» був створений у рамках міжнародного проекту видавництва Canongate, що запропонував низці популярних письменників з різних країн переписати на новий лад класичні міфи.
У вересні 2007 року на сцені філії московського театру ім. Пушкіна відбулася прем'єра вистави «Бубен верхнього світу», поставленого режисером Мариною Бруснікіною за мотивами оповідань Віктора Пєлєвіна.
У лютому 2008 року на сцені московського Театрального центру «На Страсному» відбувся прем'єрний показ вистави «Кришталевий світ» за однойменною повістю Віктора Пелевіна. Спектакль поставлений випускниками Школи-студії МХАТ (майстерня Романа Козака і Дмитра Бруснікіна) і примкнулих до них акторів.
Київський Новий театр на Печерську має спектакль "5 оповідань Пєлєвіна" (За оповіданнями «Кришталевий світ», «Міттельшпіль», «Бубон Верхнього Світу», «Тарзанка», «Проблема перевертня в середній смузі».).Режисер - н.а. України Юрій Одинокий.

## Позиція Віктора Пелевіна щодо війни проти України

#### Засудження війни та відмова від премії
Ще у 2017 році — задовго до повномасштабного вторгнення РФ у 2022-му — Пелевін через свого представника відмовився від участі в премії «Велика книга». Він пояснив це тим, що не хоче бути в одному списку номінантів з тими, хто підтримує війну проти братнього українського народу. Пелевін підкреслив: «Пристойні люди мають триматися подалі від усього, що пов’язане з підтримкою цієї варварської війни проти спорідненого братнього народу».

#### Євромайдан і події 2014 року
Також відомо, що він висловився на підтримку Майдану та протестувальників. Тих, хто бажає українцям війни, він назвав «озлобленим бидлом», а саму можливість війни — «кінцем Росії».

## Стиль життя
Вегетаріанець.

## Творчість

### Романи
- «Омон Ра» (1992)
- «Життя комах» («Жизнь насекомых», 1993)
- «Чапаєв і порожнеча» («Чапаев и Пустота», 1996)
- «Generation „П“» (1999)
- «ДПП (NN)», Діалектика перехідного періоду: з нізвідки в нікуди («Диалектика переходного периода (из ниоткуда в никуда)», 2005)
- «Священна книга перевертня» («Священная книга оборотня», 2004)
- «Шолом жаху» (2005)
- Empire V (2006)
- П5 (2007)
- t (2009)
- S.N.U.F.F. (2011)
- «Бетман Аполло» (2013)
- «Любов до трьох цукербрінів» (2014)
- «Наглядач» (2015)
- Лампа Мафусаїла, або Крайня битва чекістів з масонами (2016)
- iPhuck 10 (2017)
- Таємні види на гору Фудзі (2018)
- Мистецтво легких дотиків (2019)
- Непереможне Сонце (2020)
- Transhumanism Inc. (2021)

### Повісті
- «Відлюдник та шестипалий» (1990)
- «Принц Держплану» («Принц Госплана», 1992)
- «Жовта стріла» («Жёлтая стрела», 1993)

### Оповідання
- Зал співочих каріатид (2008, зі збірки «П5»)
- Годування крокодила Хуфу (2008, зі збірки «П5»)
- Некромент (2008, зі збірки «П5»)
- Простір Фрідмана (2008, зі збірки «П5»)
- Асасин (2008, зі збірки «П5»)

### Збірки
- П5: Прощавальні пісні політичніх пігмеїв Піндостану (2008)
- Ананасна вода для прекрасної дами (2010)

Також есе, статті.